# Mai 1918
Portal Geschichte | Portal Biografien | Aktuelle Ereignisse | Jahreskalender | Tagesartikel

◄ |
19. Jahrhundert |
20. Jahrhundert
| 21. Jahrhundert

◄ |
1880er |
1890er |
1900er |
1910er
| 1920er | 1930er | 1940er | ►

◄ |
1914 |
1915 |
1916 |
1917 |
1918
| 1919 | 1920 | 1921 | 1922 | ►

◄ |
Februar 1918 |
März 1918 |
April 1918 |
Mai 1918 |
Juni 1918 |
Juli 1918 |
August 1918 |
►
Dieser Artikel behandelt tagesbezogene Nachrichten und Ereignisse im Mai 1918.
Im Monat fortlaufend: der Erste Weltkrieg; auch im Mai 1918 setzt sich die Wirtschaftskrise der letzten Kriegsmonate fort.

## Tagesgeschehen

### Mittwoch, 1. Mai 1918
- Abbeville: Beschluss der Alliierten zur Aufstellung einer amerikanischen Armee in Frankreich

### Samstag, 4. Mai 1918
- Jerusalem: Rückzug der britischen Truppen in Palästina an den Jordan

### Dienstag, 7. Mai 1918
- Bukarest: Der Friede von Bukarest zwischen Rumänien und den Mittelmächten wird unterzeichnet.

### Samstag, 11. Mai 1918
- Batumi: Transkaukasien und das Osmanische Reich beginnen eine neue Runde von Friedensverhandlungen

### Montag, 20. Mai 1918
- Codell, (Kansas, USA): bereits im dritten Jahr in Folge zerstört an diesem Kalendertag ein Tornado große Teile des Ortes

### Donnerstag, 30. Mai 1918
- Deutsche Truppen bilden einen Brückenkopf über die Marne. Amerikanische Truppen werden zur Unterstützung der Franzosen in Marsch gesetzt, um bei Château-Thierry und im Wald von Belleau eingesetzt zu werden.
- Zahlreiche Einwohner verlassen das bedrohte Paris.
- In einer Proklamation des Armenischen Nationalrats wird die Gründung der Demokratischen Republik Armenien (rückwirkend zum 28. Mai) bekannt gegeben.

### Freitag, 31. Mai 1918
- Pittsburgh: Tschechische und slowakische Exilgruppen schließen in den USA das Pittsburgher Abkommen, nach dem der gemeinsame neue Staat aus den alten Böhmischen Ländern und der Slowakei bestehen sollte. Die Slowakei sollte darin u. a. eine autonome Verwaltung, einen eigenen Landtag und einen eigenständigen Justizapparat haben.